# NGC 1258
NGC 1258 je galaksija u zviježđu Eridan.

## Vanjske poveznice
- SEDS: NGC 1258